# 최종 사용자 개발
최종 사용자 개발(end-user development, EUD)은 최종 사용자가 기술전문가의 도움 없이 정보시스템을 직접 개발하는 것을 말한다. 이는 최종 사용자가 보고서를 생성하거나 응용 소프트웨어를 개발할 수 있도록 도와주는 소프트웨어 도구인 4세대 언어가 최종 사용자 개발을 가능하게 돕는다.

## 정보시스템 활동의 초점
최종 사용자 개발은 아래에 나열된 기초적인 정보시스템 활동에 초점을 맞추어야 한다.
- 출력: 어떤 정보가 필요하며, 어떤 형식으로 정보를 표현해야 하는가?
- 입력: 어떤 원천으로부터 어떤 데이터가 가용한가? 어떤 형식인가?
- 처리: 가용한 입력을 원하는 출력으로 변환하는 데 요구되는 작업 혹은 변환과정은 무엇인가? 어떤 소프트웨어가 이를 가장 잘 처리할 수 있는가?
- 저장: 애플리케이션이 미리 정의된 데이터를 사용하는가? 향후 신 시스템과 여타 애플리케이션에서 사용할 새로운 데이터와 데이터베이스를 정의해야 하는가?
- 통제: 애플리케이션에서 사용하는 데이터의 접근통제가 필요한가? 불의의 사고나 손상에 대비하기 위한 통제가 필요한가?

## 같이 보기
- 최종 사용자